# Naoussa (Paros)
Naoussa (griechisch Νάουσα (f. sg.) Naousa) ist eine kleine Hafenstadt im Norden der griechischen Insel Paros mit 2468 Einwohnern (2011). Gemeinsam mit neun umliegenden Dörfern und Siedlungen sowie zehn unbewohnten Inseln bildet sie den gleichnamigen Stadtbezirk der Gemeinde Paros mit insgesamt 3124 Einwohnern.

## Lage
Naoussa liegt am südlichen Ende der gleichnamigen Bucht Ormos Naousia, etwa zehn Kilometer von der „Inselhauptstadt“ Parikia entfernt. Der zweitgrößte Ort der Insel besitzt neben Parikia den zweiten Hafen, der jedoch nicht von den regelmäßig verkehrenden Fährschiffen angefahren wird. Der Ort ist dicht um den kleinen Hafen gelegen und weist zahlreiche enge Gassen auf. Die Häuser sind im kykladischen Stil erbaut.
Direkt beim Ort gibt es kaum nennenswerte Strände, einige Badebuchten und Strände liegen mehrere hundert Meter von Naoussa entfernt. Vom kleinen Hafen aus verkehren stündlich Badeboote zu verschiedenen Stränden.
Seit den 1990er Jahren spielt der Tourismus eine zunehmend wichtigere Rolle. Im Vergleich zum Hauptort Parikia gibt es in Naoussa weniger Gebäude und Touristen. Während sich im Ort zahlreiche Tavernen befinden, haben sich am Ortsrand bzw. etwas außerhalb viele Hotels und Pensionen angesiedelt.
Zum Ort und Hafen Parikia führt die wichtigste und entsprechend ausgebaute Hauptstraße der Insel. Auf dieser Strecke verkehrt mindestens stündlich ein Linienbus zwischen beiden Orten.

## Geschichte

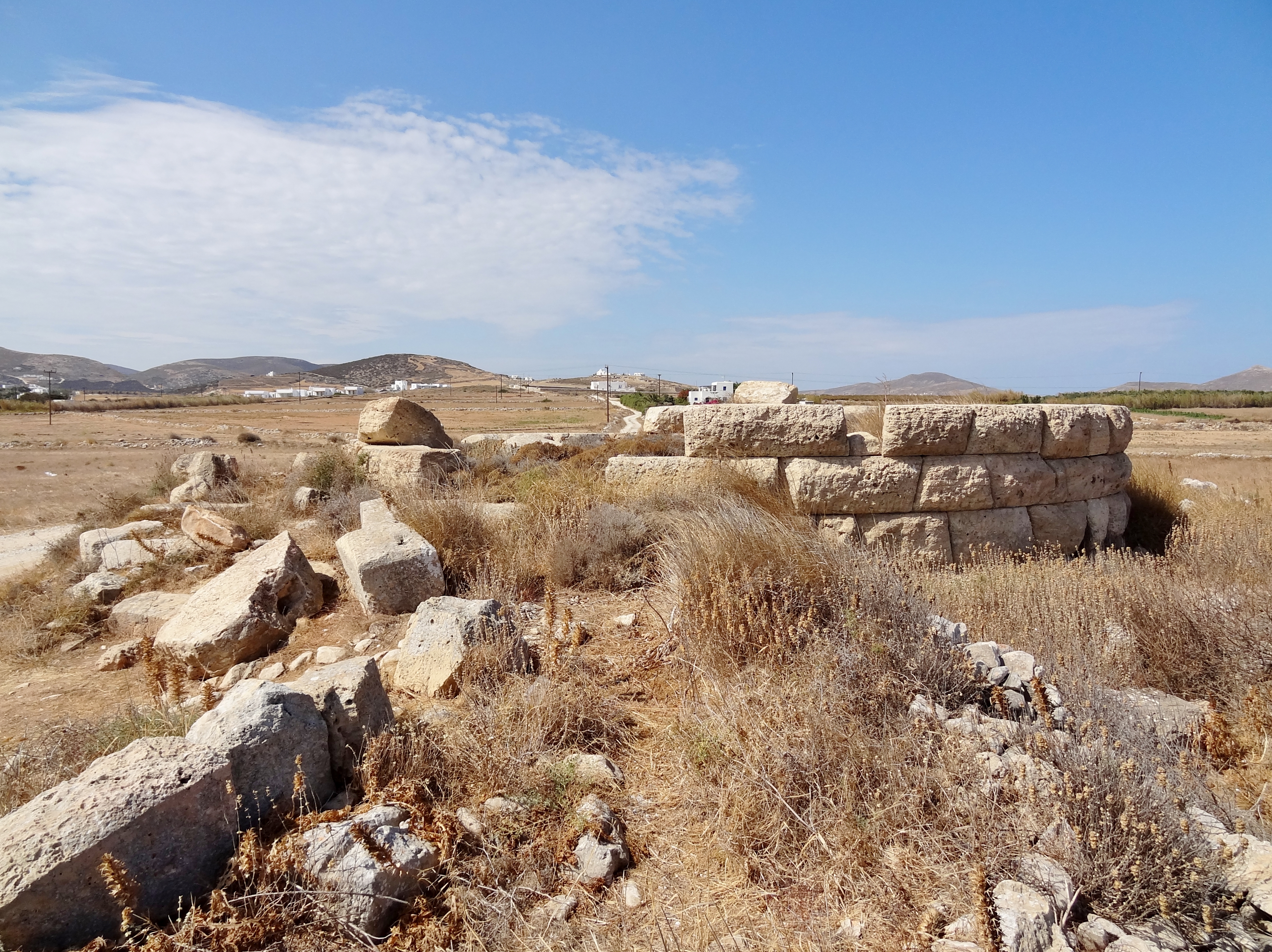
Reste eines Turmes aus der hellenistischen Zeit östlich Naoussas

Genaue Daten über die ersten Siedler haben sich nicht erhalten, jedoch kann man davon ausgehen, dass der Ort bereits um 2800 v. Chr. besiedelt wurde. Dies belegt ein frühkykladisches Gräberfeld. Von etwa 1200 bis 700 v. Chr. gab es auf dem Koukounaries an der Westseite der Bucht eine befestigte Siedlung. Im 8. Jahrhundert v. Chr. befand sich an der südwestlichen Seite der Bucht eine Siedlung. Bekanntheit erlangte Naoussa durch seinen Hafen, der zur Römerzeit dazu benutzt wurde, den damals sehr berühmten parischen Marmor in die gesamte Mittelmeer-Welt zu verschiffen.
Nach den Araberüberfällen des 9. und 10. Jahrhunderts wurde der Ort faktisch zur Hauptstadt der Insel. Aus der Zeit der Venezianer ist ein Rundturm (Kastell) erhalten geblieben. Interessant ist auch die Tatsache, dass es im Ort eine katholische Kirche gibt, die 3 Grabplatten fränkischer Ritter beherbergt. Im 17. Jahrhundert wurde auf einer Anhöhe das Kloster Zoodochos Pigi erbaut, das nach seinem Gründer auch Longovarda genannt wird. Im 6. Venezianischen Türkenkrieg (1645/1660–1669) wurde der Hafen von Naoussa zum Standquartier der venezianischen Flotte. Im 5. Russischen Türkenkrieg (1768–1774) hatte die russische Flotte, die unter dem Kommando von Alexei Orlow stand, ihr Hauptquartier in dem Ort. Diesen Umstand benutzten die orthodoxen Griechen dazu, die auf der Insel lebenden unbeliebten „Lateiner“, also Katholiken, zu bedrängen, so dass fast alle Katholiken auswanderten.